# رصدخانه صخره بچه‌ها

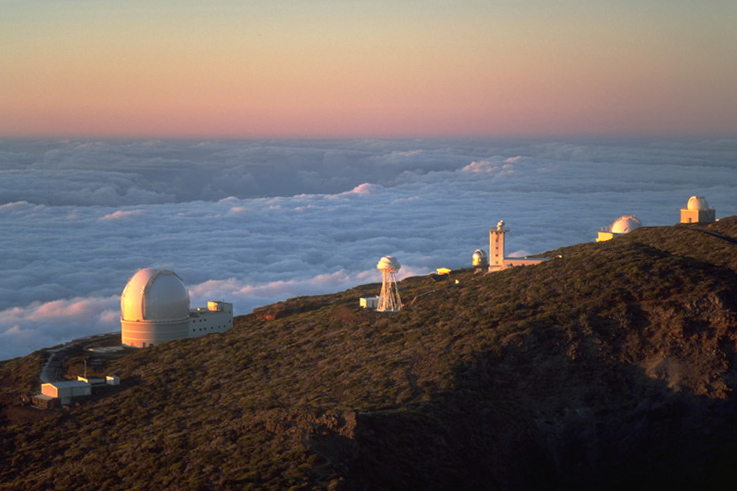

رصدخانهٔ صخرهٔ بچه‌ها (به اسپانیایی: Observatorio del Roque de los Muchachos) یک مرکز رصد و از سازمان‌های اخترشناسی در کشور اسپانیا است.
این رصدخانه دارای تلسکوپ بزرگ جزایر قناری و تلسکوپ‌های دیگر است.

## نگارخانه

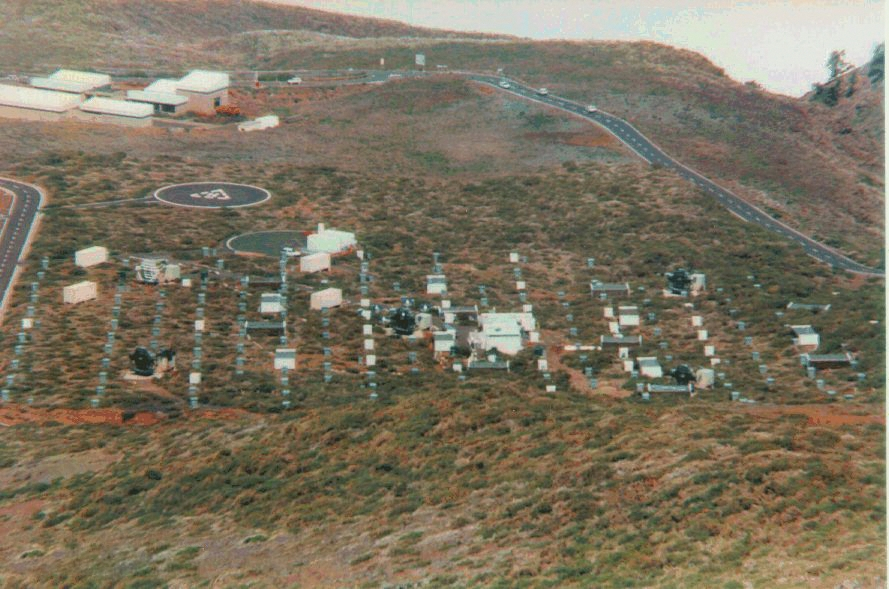
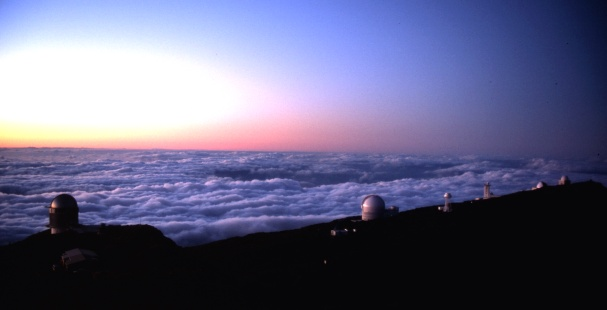
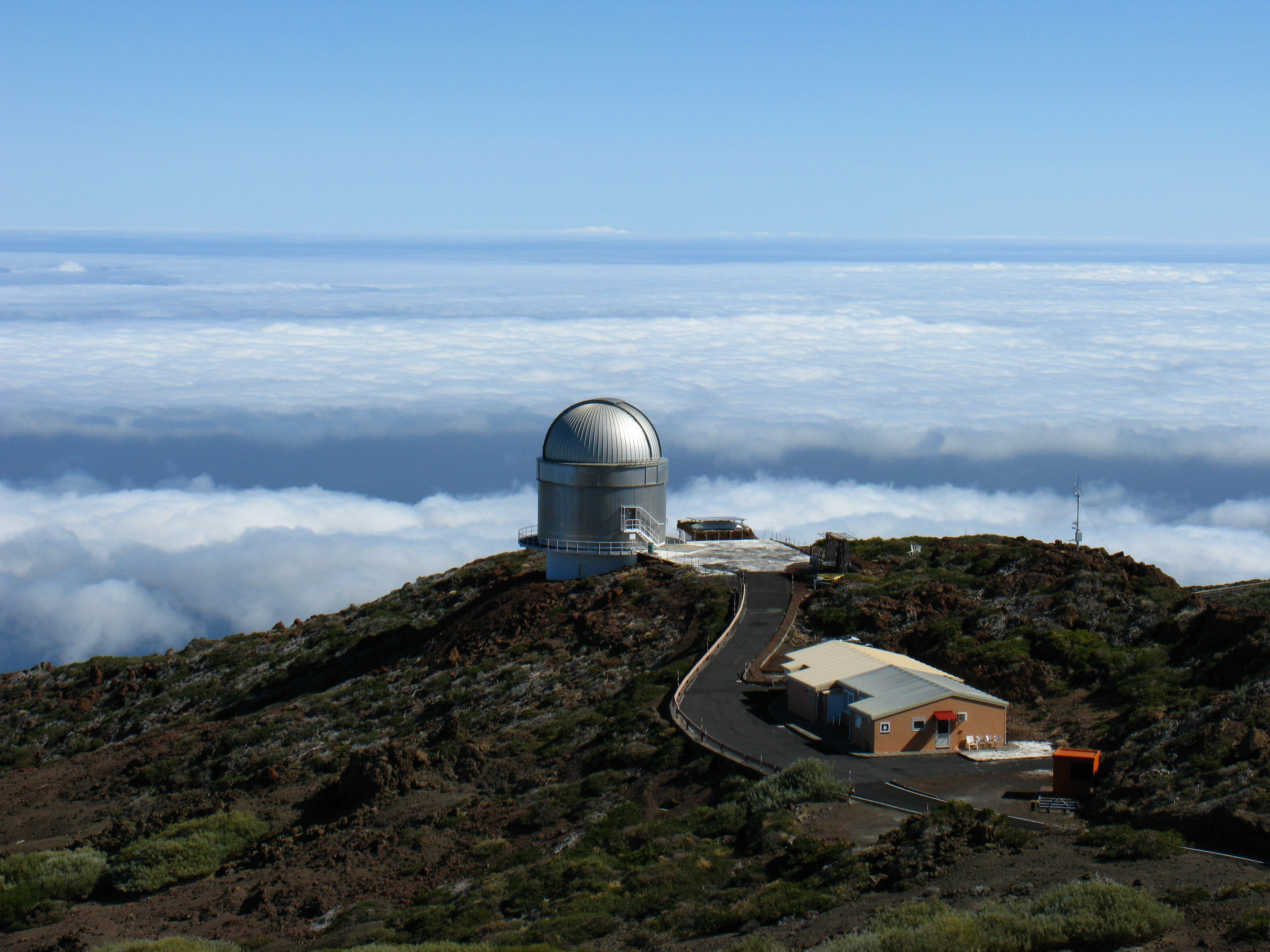